# Stazione di Schichauweg
La stazione di Schichauweg è una stazione ferroviaria di Berlino, sita al confine fra i quartieri di Lichtenrade e di Marienfelde, nelle vicinanze della strada denominata "Schichauweg".

## Movimento
La stazione è servita dalla linea S 2 della S-Bahn.

## Interscambi
- Fermata autobus